# Odden Kirke
Odden Kirke er en kirke i Overby midt på Sjællands Odde, helt ud til Oddenvej/Primærrute 21.

## Kirkens ydre
Kirkens kor og skib er opført i munkesten omkring 1300. I tidens løb er der tilføjet tårn, våbenhus og kapel. Kirkens kor blev udvidet i 1820. Derefter har kirken været pudset og hvidkalket. Først i årene op til 1874 fik kirken sin karakteristiske røde farve.
- Odden Kirke
- fra sydvest ...
- og tættere på kirketårn og våbenhus

## Kirkens indre
Kirken er i det indre forsynet med hvælvinger, som i 15. århundrede erstattede det oprindelige træloft. I skibets vestre loftsfags hvælvinger er der kalkmalerier, som blev afdækket under en restaurering i 1966-67.
- Skibet i retning mod alteret

## Kirkens inventar
Døbefonten er todelt. Underdelen har ligesom den øverste del en udhulning. Den kan have været et gammelt vievandskar eller måske døbefonten fra et nedlagt kapel i Yderby.
Altertavlen er et træskærerarbejde med årstallet 1638. I midterfeltet er udskåret et korsfæstelsesmotiv. Over korbuen er ophængt et primitivt krucifiks fra 1800-tallet. I tårnrummet hænger kirkens oprindelige senmiddelalderlige korbuekrucifiks. Den enkle prædikestol er fra 1821.
I loftet er ophængt et kirkeskib, en model af linjeskibet Prinds Christian Frederik. Dette skib blev sænket af englænderne under slaget ved Sjællands Odde i 1808, og modellen markerer således – sammen med de faldne søfolks grav på kirkegården – dette søslag.
- Den "dobbelte" døbefont
- Alteret
- Altertavlens centrale motiv
- Prædikestolen
- Orglet
- Krucifikset over korbuen
- Det gamle korbuekrucifiks fra senmiddelalderen
- Kirkeskibet linjeskibet Prinds Cristian Frederik

## Gravminder
På kirkegården er anlagt et gravsted for de søfolk, som omkom under slaget ved Sjællands Odde, navnkundigst af dem søløjtnant Peter Willemoes. På graven er der dels en mindesøjle fra 1808, dels en mindesten over Peter Willemoes og to andre løjtnanter. På søjlen er der en tavle, hvor der bl.a. er indhugget Grundtvigs digt De snekker mødtes i kveld på hav. På graven ligger opstablet kanonkugler, som under slaget regnede ind over Sjællands Odde.
- Graven for de faldne søfolk
- Mindestenen for Peter Willemoes m.fl.
- Mindetavlen med Grundtvigs digt